# Seinsfeld
Seinsfeld là một đô thị ở huyện Bitburg-Prüm, trong bang Rheinland-Pfalz, phía tây nước Đức. Đô thị Seinsfeld có diện tích 6,71 km², dân số thời điểm ngày 31 tháng 12 năm 2006 là 169 người.